# Chevrolet Delray
De Chevrolet Delray verscheen voor het eerst in 1954 als een uitrustingsniveau voor de tweedeurs modellen van de Chevrolet 210. In 1958 werd het een aparte modellijn als instapmodel ter vervanging van de stopgezette Chevrolet 150, maar werd alleen in dat jaar aangeboden. De Delray is vernoemd naar de wijk Delray in Detroit (Michigan).

## Eerste generatie
De eerste generatie Delray uit 1954 was meteen ook het laatste jaar van de 1949-1954 modellenreeks van Chevrolet. Het chassis en de mechanische onderdelen waren vergelijkbaar met de rest van het Chevrolet-aanbod en ook het uiterlijk leek sterk op de andere modellen.
De Delray had een 3,9-liter L6 (zescilinder-in-één-lijn) motor die 115 pk ontwikkelde in combinatie met een handmatige transmissie en 125 pk in combinatie met een automatische transmissie.

## Tweede generatie
De tweede generatie Delray kwam uit in 1955 was in wezen niet meer dan een interieurpakket voor de gewone Chevrolet 210 tweedeurs sedan met een verbeterde vinylbekleding, vloerbedekking en andere kleine aanpassingen.

## Derde generatie
In 1958 werd de Delray een aparte modellijn ter vervanging van de stopgezette Chevrolet 150. De Delray was Chevrolet's scherp geprijsd instapmodel zonder franjes en werd aangeboden als tweedeurs sedan, tweedeurs bestelwagen en vierdeurs sedan.
De Chevrolet-modellen werden vanaf 1958 langer, lager en zwaarder dan hun voorgangers uit 1957. Ze waren ook voorzien van minder chroom dan hun tijdsgenoten van Pontiac, Oldsmobile, Buick en Cadillac. Vooraan kregen de Chevrolet-modellen een breed radiatorrooster met vier koplampen, waardoor ze er als een "baby Cadillac" uitzagen.
Als instapmodel had de Delray een minimale binnen- en buitenbekleding en beperkte opties, wat de wagen populair maakte bij politiediensten en bedrijven met een wagenpark.
Qua motorisatie bood Chevrolet vanaf 1958 naast de 3,9-liter zes-in-lijnmotor voor het eerst ook een 5,7-liter "big block" V8-motor met 355 pk en 233 pk sterke 4,6-liter "small block" V8-motor met brandstofinjectie aan.

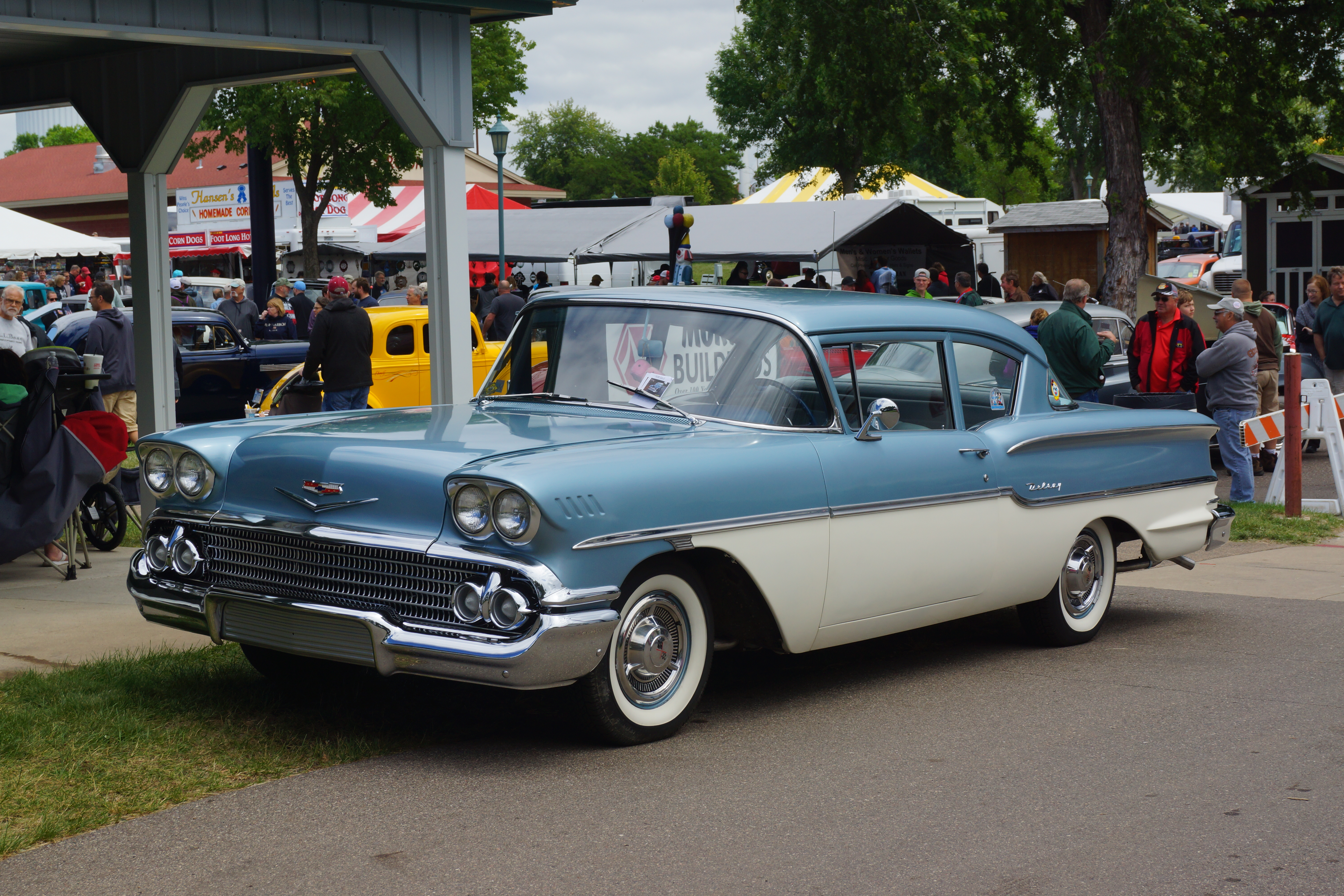
1958 Chevrolet Delray tweedeurs sedan
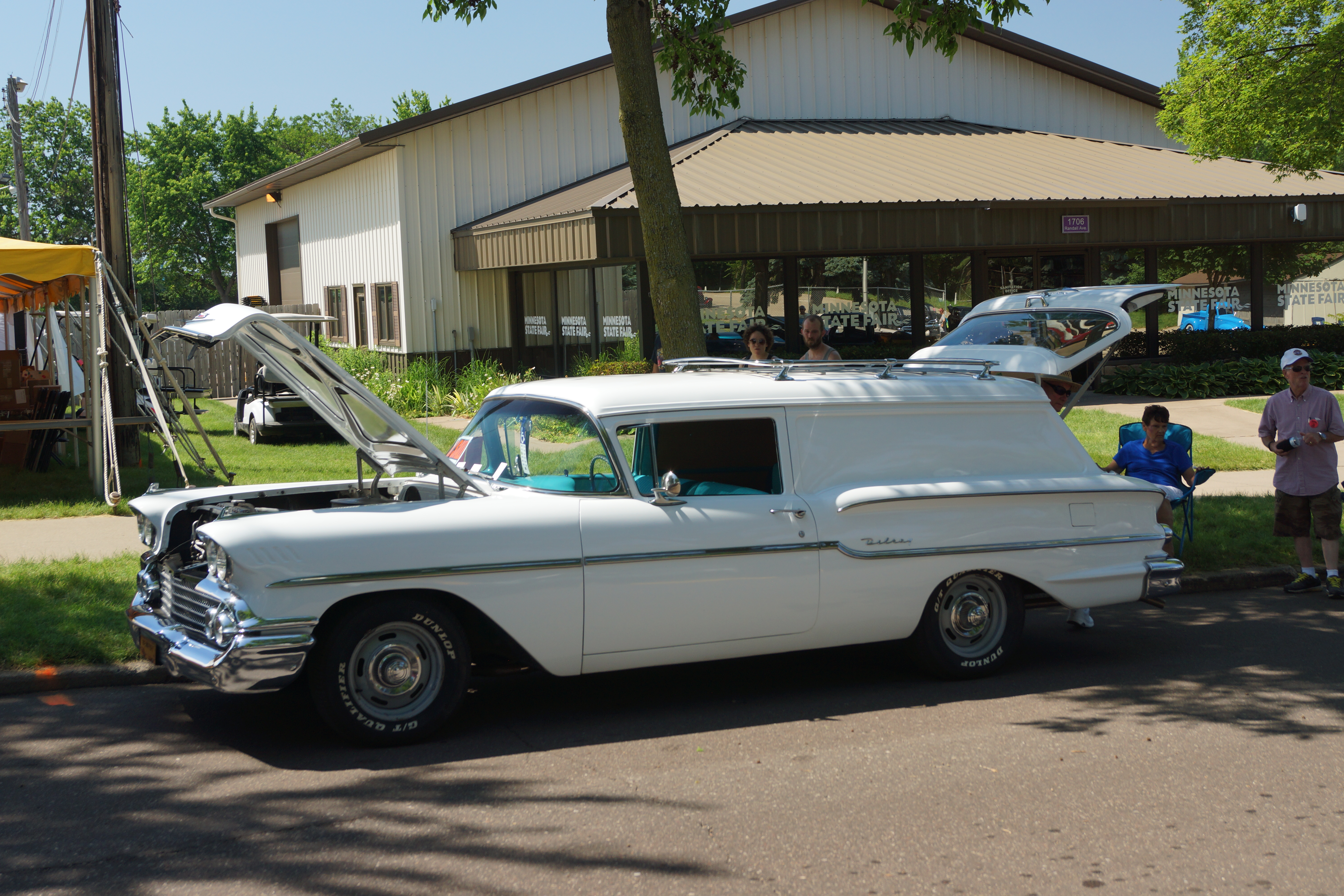
1958  Chevrolet Delray tweedeurs bestelwagen